# 有機金属気相成長法
有機金属気相成長法（ゆうききんぞくきそうせいちょうほう、英語：metal organic chemical vapor deposition、略称：MOCVD）は、原料として有機金属やガスを用いた結晶成長方法、及びその装置である。結晶成長という観点を重視してMOVPE (metal-organic vapor phase epitaxy) とも言う。
化合物半導体結晶を作製するのに用いられ、MOCVDでは原子層オーダで膜厚を制御することができるため、半導体レーザを初めとするナノテクノロジーといった数nmの設計が必要な分野で用いられる。代表的な半導体結晶成長装置である分子線エピタキシー法 (MBE) と比較し、面内での膜厚の偏差が少なく、高速成長が可能であるほか、超高真空を必要としないために装置の大型化が容易である為、大量生産用の結晶成長装置としてLEDや半導体レーザを始めとした光デバイスの商用製品の作製に多く用いられている。

## 原理
MOCVDは化合物半導体の作製において、III族元素In（インジウム）の原料としてTMIn (tri-methyl-indium)や、Ga（ガリウム）の原料としてTMGa (tri-methyl-gallium)、Al（アルミニウム）の原料としてTMAl (tri-methyl-aluminum) 等の有機金属原料を用いる事から、有機金属気相成長法と呼ばれている。V族の原料ガスにはAs（砒素）の水素化物であるAsH3（アルシン）や、P（燐）の水素化物であるPH3（ホスフィン）、N（窒素）の水素化物であるNH3（アンモニア）など、毒性の極めて強い特殊高圧ガスを利用する為、安全設計は重要である。
有機金属原料は常温では液体・固体であるが，飽和蒸気圧が高い性質を利用して恒温槽で温度を一定に保った原料中にH2やN2をキャリアガスとして用いてバブリングすることで、結晶成長に十分な量の成長用原料をガスを安定した流量で成長基板に供給する事ができる。
原料ガスの混合により多元系の材料を形成する事が容易であり、III-V族半導体以外にも、II-VI族半導体や、高温超伝導材料等といった幅広い材料系の作製が可能である。
混合された原料ガスが加熱された基板に達すると，分解・化学反応をおこし、結晶情報を引き継いで成長（堆積）する。原料ガスの流量比・温度・圧力などを変えることによって様々な組成・物性・構造を持つ半導体を作ることができる。